# 돈바스 전투 (2022년)

2022년 8월 3일 군사 상황: 분홍색은 러시아와 그 대리인이 보유한 지역을 강조하고, 노란색은 우크라이나 정부가 보유한 지역을 강조한다.

돈바스 전투(Battle of Donbas)는 러시아의 우크라이나 침공을 위한 광범위한 우크라이나 동부 전역의 일부였던 군사적 공세였다. 돈바스 지역을 장악하기 위한 러시아군과 우크라이나군 간의 공세는 2022년 4월 18일에 시작되었다. 군사 분석가들은 이번 작전이 러시아의 우크라이나 침공의 두 번째 전략적 단계였다고 생각한다.
이 분야에서 러시아의 전략은 돈바스에서 우크라이나군을 포위하고 도네츠크와 루간스크 주 전체를 러시아가 지원하는 도네츠크 인민공화국(DPR)과 루한스크 인민공화국(LPR)의 분리주의 국가에 합병하는 것이었다. 러시아는 2022년 6월 23일까지 도네츠크 주의 55%를, 2022년 7월 3일까지 루한스크 주 전체를 통제했다고 주장했으며, 러시아와 분리주의 세력은 마리우폴, 시에비에도네츠크, 리시찬스크, 루비즈네 등 여러 도시를 통제했다.
러시아의 공세는 2022년 9월에 중단되었고 우크라이나군이 도네츠크 지역의 리만과 스비아토히르스크 도시, 루한스크 주의 빌로호리브카 도시를 탈환하면서 우크라이나가 하르키프 공세를 시작한 후 일부 이득이 반전되었다. 우크라이나의 반격도 오스킬 강 동쪽에서 정체되었고, 2022년 11월까지 루한스크와 도네츠크 주에서 러시아의 공격이 재개되었다.

## 같이 보기
- 돈바스 전쟁
- 러시아의 우크라이나 침공의 무력 충돌 목록